# Sungai Terap
Sungai Terap is een bestuurslaag in het regentschap Muaro Jambi van de provincie Jambi, Indonesië. Sungai Terap telt 1626 inwoners (volkstelling 2010).